# 小西修
小西 修（こにし しゅう）は、日本の特殊メイクアーティスト、アトリエ・シュウ代表。 京都府生まれ。

## 経歴
- 東京藝術大学大学院 美術研究科 修了
- 1987年 - ヘアーメイク・ビアンコ入社 トニータナカ氏のもとで特殊メイクを学ぶ。映画、TVCMなどの特殊メイクを手がける
- 1987年 - 退社後、アトリエ・シュウ設立

## 主な活動（TV、CF、映画、その他）
- 1995年 ～ 1998年 - 富士フイルム『写ルンです 七福神シリーズ篇』(CM代表)
- 2001年 - 郷ひろみ 『獣は裸になりたがる』（CDジャケット）
- 2002年 - 旭化成『クックパー』(CM)
- 2003年 - カプコン『Chaou Legion』（CM/Web）
- 2004年 - マスターカード『企業広告モンスター病棟篇』(CM)
- 2005年 - Mr.Children Dome Tour「I LOVE You」(ライブ出し映像)
- 2006年 - 浜崎あゆみ『1 love』（PV）
- 2007年 - 倖田來未『Black Cherry』(ライブ出し映像)
- 2007年～2008年 - フジテレビ『笑っていいとも 金曜日キャラクター大図鑑』(TV)
- 2009年 - 日本テレビ　土曜ドラマ『銭ゲバ』（松山ケンイチ主演：TVドラマ）
- 2009年 - 吉田大八監督『クヒオ大佐』（堺雅人主演：映画）
- 2012年 - 升野英知"ほぼ"監督『バカリズム THE MOVIE』